# ビショップソープ宮殿

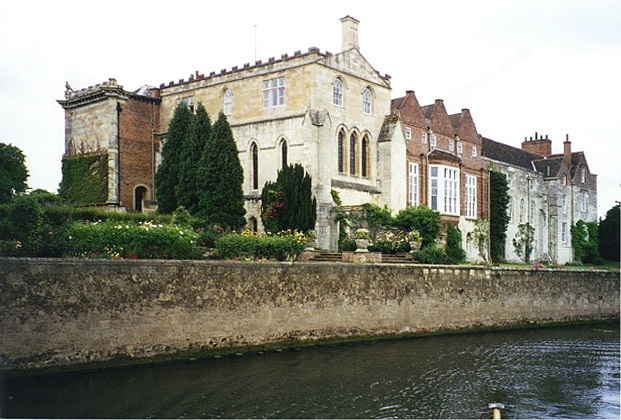
ウーズ川から見上げたビショップソープ宮殿

ビショップソープ宮殿（ビショップソープきゅうでん、英語: Bishopthorpe Palace）は、イギリス・イングランド北部のノース・ヨークシャーの郡都ヨーク市の南のビショップソープにある歴史的な建物で、ヨーク市の建物であり、ノースヨークシャーの建物でもある。 ウーズ川沿いに位置し、ヨーク大主教の公邸になっている。地元では「大主教の宮殿」として知られている。
1226年に当時の大主教がソープ・セント・アンドリュー村を買い取って、その場所もソープ村という名前になり、そこの古くなったマナー・ハウスに代わって彼の公邸を建て、その後何回か改築・増築されたもので、現在１級イギリス指定建造物にも指定されている。

## 参照項目
- ヨーク管区
- カンタベリー大主教の公邸：ランベス宮殿（ロンドン）およびオールド宮殿 (カンタベリー)（カンタベリー）